# ماکسیم برونفو
ماکسیم برونفو (به انگلیسی و به فرانسوی: Maxime Brunfaut) (زادۀ ۱۹۰۹ میلادی – درگذشتۀ ۲۰۰۳ میلادی) یک معمار بلژیکی بود.
ایستگاه مرکزی بروکسل توسط ماکسیم برونفو پس از مرگ معمار شهیر ویکتور هورتا در سال ۱۹۴۷ میلادی تکمیل شد. برونفو یک خط قطار جدید به فرودگاه ملی و چندین گذرگاه زیرزمینی برای عابران پیاده به طرح هورتا اضافه کرد.
از دیگر آثار شاخص او معماری چاپخانۀ سابق روزنامۀ «مردم» است، ساختمانی به سبک مدرن که توسط برونفو در بروکسل، بلژیک ساخته شده است.
این چاپخانه «یکی از ساختمان‌های شاخص مدرنیسم در بروکسل، نمونه‌ای نادر از سبک بین‌المللی غیرمسکونی و استریم‌لاین مدرن» است.